# Szenegál hadereje
Szenegál hadereje a szárazföldi erőkből, a légierőből és a haditengerészetből áll.

## Fegyveres erők létszáma
- Aktív: 9400 fő (melyből 3500 fő sorozott)

## Szárazföldi erők
Létszám
8000 fő
Állomány
- 3 páncélos zászlóalj
- 6 gyalogos zászlóalj
- 1 kommandó zászlóalj
- 1 műszaki zászlóalj
- 1 tüzér osztály
- Elnöki Gárda

Felszerelés
- 75 db felderítő harcjármű
- 30 db páncélozott szállító jármű
- 18 db vontatásos tüzérségi löveg

## Légierő
Létszám
800 fő
Állomány
- 1 harci repülő század

Felszerelés
- 10 db harci repülőgép
- 8 db szállító repülőgép
- 6 db szállító helikopter

## Haditengerészet
Létszám
600 fő
Hadihajók
- 10 db hadihajó